# Isám Machúl
Isám Machúl (hebrejsky: עיסאם מח'ול, arabsky: عصام مخول) je izraelský politik a bývalý poslanec Knesetu za strany Chadaš, Chadaš-Ta'al a Chadaš.

## Biografie
Narodil se 18. července 1952 v Izraeli. Absolvoval studium filozofie a sociologie na Haifské univerzitě. Pracoval jako sociolog. Hovoří arabsky, hebrejsky a anglicky. Patří do komunity izraelských Arabů.

## Politická dráha
Byl předsedou svazu arabských studentů a členem politického úřadu Izraelské komunistické strany, později strany Chadaš. Publikoval články v místním arabském tisku a v listu Zo ha-Derech.
V izraelském parlamentu zasedl poprvé po volbách v roce 1999, v nichž kandidoval za stranu Chadaš. Byl členem výboru pro status žen, výboru pro vědu a technologie, výboru pro práva dětí a výboru pro záležitosti vnitra a životního prostředí. Mandát znovu získal ve volbách v roce 2003, nyní za střechovou kandidátku Chadaš-Ta'al, která se ale později rozpadla a Mach'ul tak přešel do samostatné frakce Chadaš. Byl členem výboru práce, sociálních věcí a zdravotnictví a výboru pro záležitosti vnitra a životního prostředí.
Ve volbách v roce 2006 mandát neobhájil.